# Ochrota convergens
Ochrota convergens là một loài bướm đêm thuộc phân họ Arctiinae, họ Erebidae.